# Rea Garvey
Raymond Michael "Rea" Garvey (né le 3 mai 1973 à Tralee) est un chanteur compositeur irlandais, leader du groupe allemand Reamonn.
Il a travaillé avec Paul van Dyk, ATB, Sasha, Xavier Naidoo, Michael Mittermeier et Jam & Spoon. Il a écrit pour Nu Pagadi et Elli Erl.
Il est l'un des 4 coaches de l'émission The Voice of Germany.

## Animation
- Depuis 2011 : The Voice of Germany (1ère, 2e  4e, 5e et 9e) : Juge et Coach
- Depuis 2020 : The Masked Singer : Juge